# Dactylopius coccus
La cocciniglia del carminio (Dactylopius coccus O. G. Costa, 1835) è un insetto dell'ordine dei Rincoti, originario dell'America centrale.
È un parassita sessile, che vive primariamente sulle cactacee del genere Opuntia.
L'insetto produce l'acido carminico, che rappresenta una difesa contro i predatori.
L'acido carminico può essere estratto dal corpo e dalle uova per produrre un pregiato colorante naturale, il carminio (noto anche come rosso cocciniglia o semplicemente cocciniglia).
È utilizzato come colorante alimentare (E120) o nell'industria cosmetica.